# Gobihadros
Gobihadros é um gênero de dinossauro do clado Hadrosauroidea que viveu na Ásia durante o período Cretáceo Superior no que hoje é a Formação Bayan Shireh [en] (Cenomaniano-Santoniano). Contém apenas a espécie-tipo Gobihadros mongoliensis. Seu comprimento estimado é de 7,5 m.

## Descoberta e nomeação

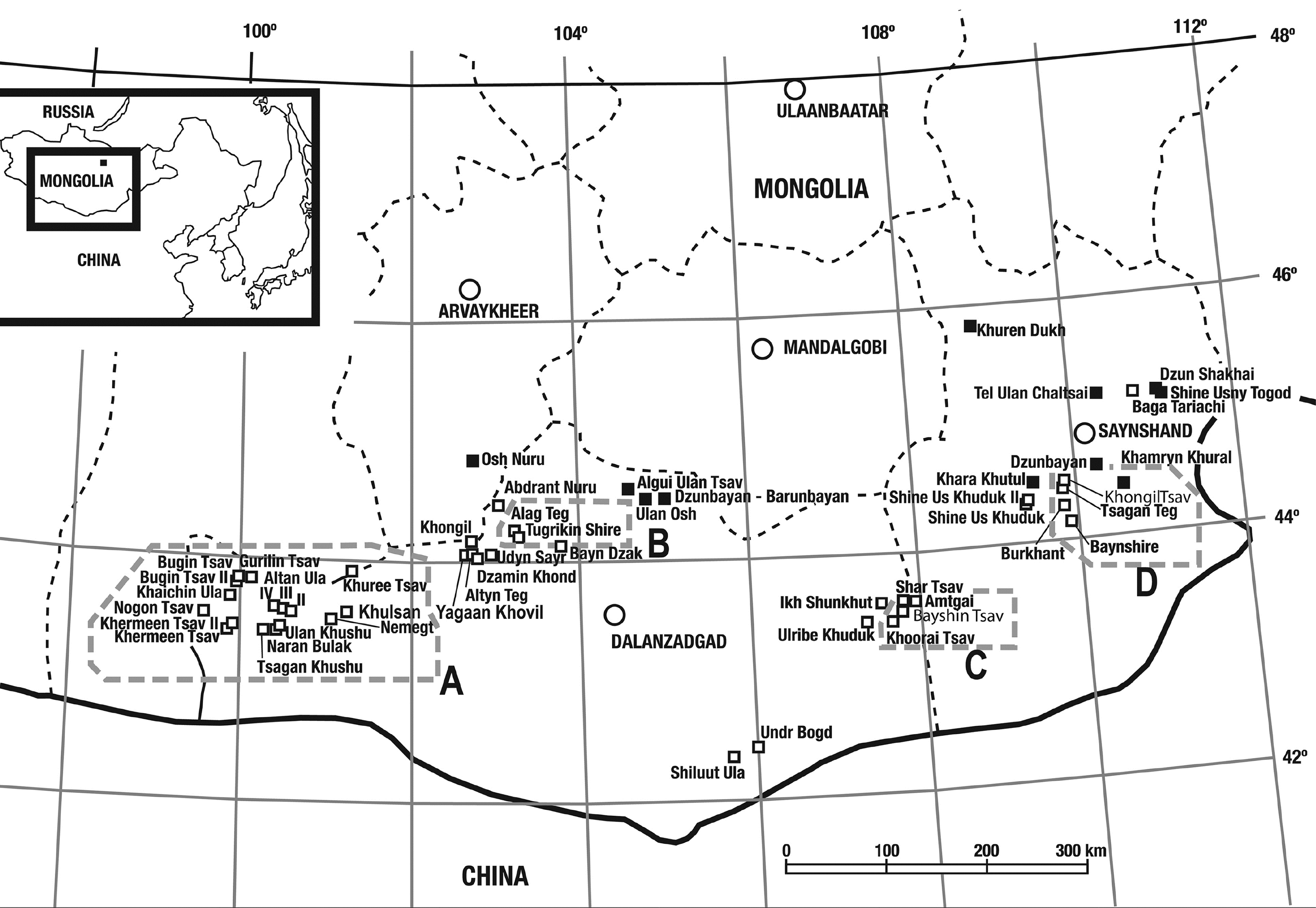
Localidades fósseis na Mongólia. O Gobihadros é conhecido principalmente das áreas C e D.

Entre 1993 e 2004, o Centro Paleontológico da Mongólia e o Museu Japonês de Ciências Naturais Hayashibara escavaram locais em Bayshin Tsav. Foi descoberto material de um espécime basal novo para a ciência. Tsogtbaatar tratou dessa espécie em sua dissertação de 2008.
Em 2019, a espécie-tipo Gobihadros mongoliensis foi nomeada e descrita por Khishigjav Tsogtbaatar, David B. Weishampel [en], David Christopher Evans e Mahito Watabe. O nome genérico combina referências ao deserto de Gobi e ao clado Hadrosauroidea. O nome específico refere-se à procedência da Mongólia. Como o artigo de descrição apareceu em uma publicação eletrônica, foram necessários identificadores de ciências da vida para tornar o nome válido. Esses foram 38EE8AD7-AD50-44BF-B31D-B2675456556A para o gênero e 2DB42EE7-6A64-4D64-AA19-E5D3453BF99C para a espécie.
O holótipo, MPC-D100/746, foi encontrado em uma camada da Formação Bayan Shireh que data dos estágios Cenomaniano-Santoniano. Ele consiste em um esqueleto quase completo com um crânio. Enquanto o esqueleto pós-craniano estava articulado, o crânio estava parcialmente desintegrado. Diversos espécimes foram referidos à espécie, sendo o mais importante deles o espécime MPC-D100/763, um crânio completo articulado, com uma mão. Os espécimes foram parcialmente encontrados em outros locais na Mongólia. Combinados, eles fazem do Gobihadros o membro basal do clado Hadrosauroidea mais conhecido da Ásia.

## Descrição

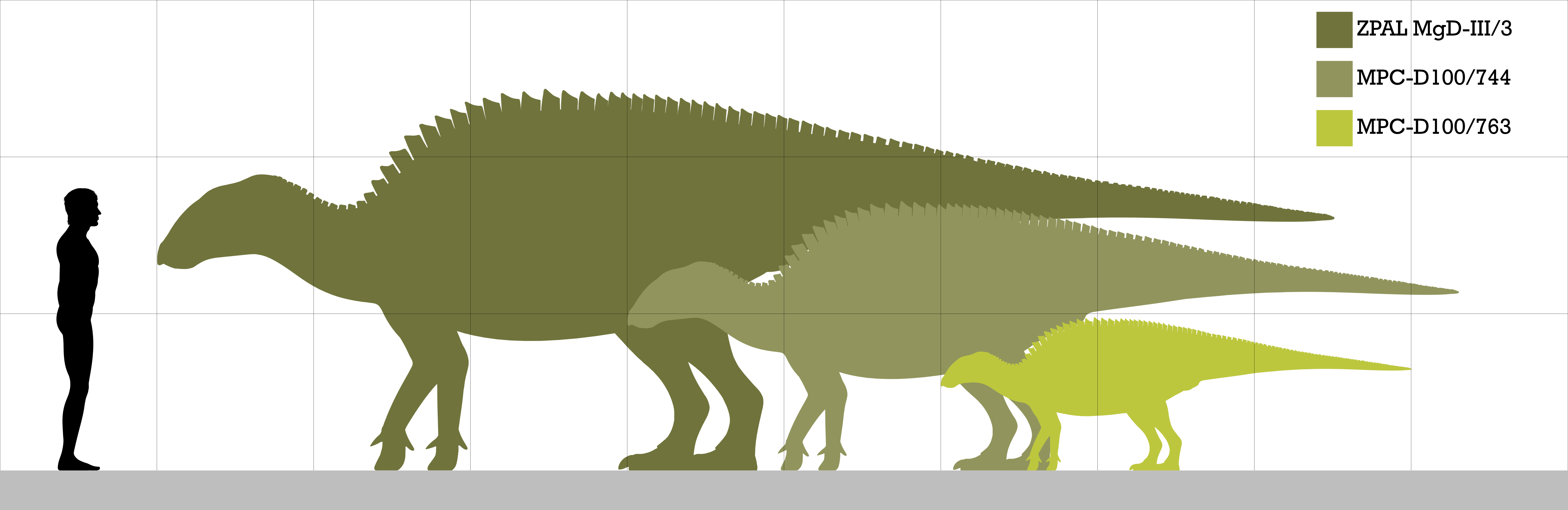
Comparação do tamanho de três espécimes que representam estágios de crescimento.

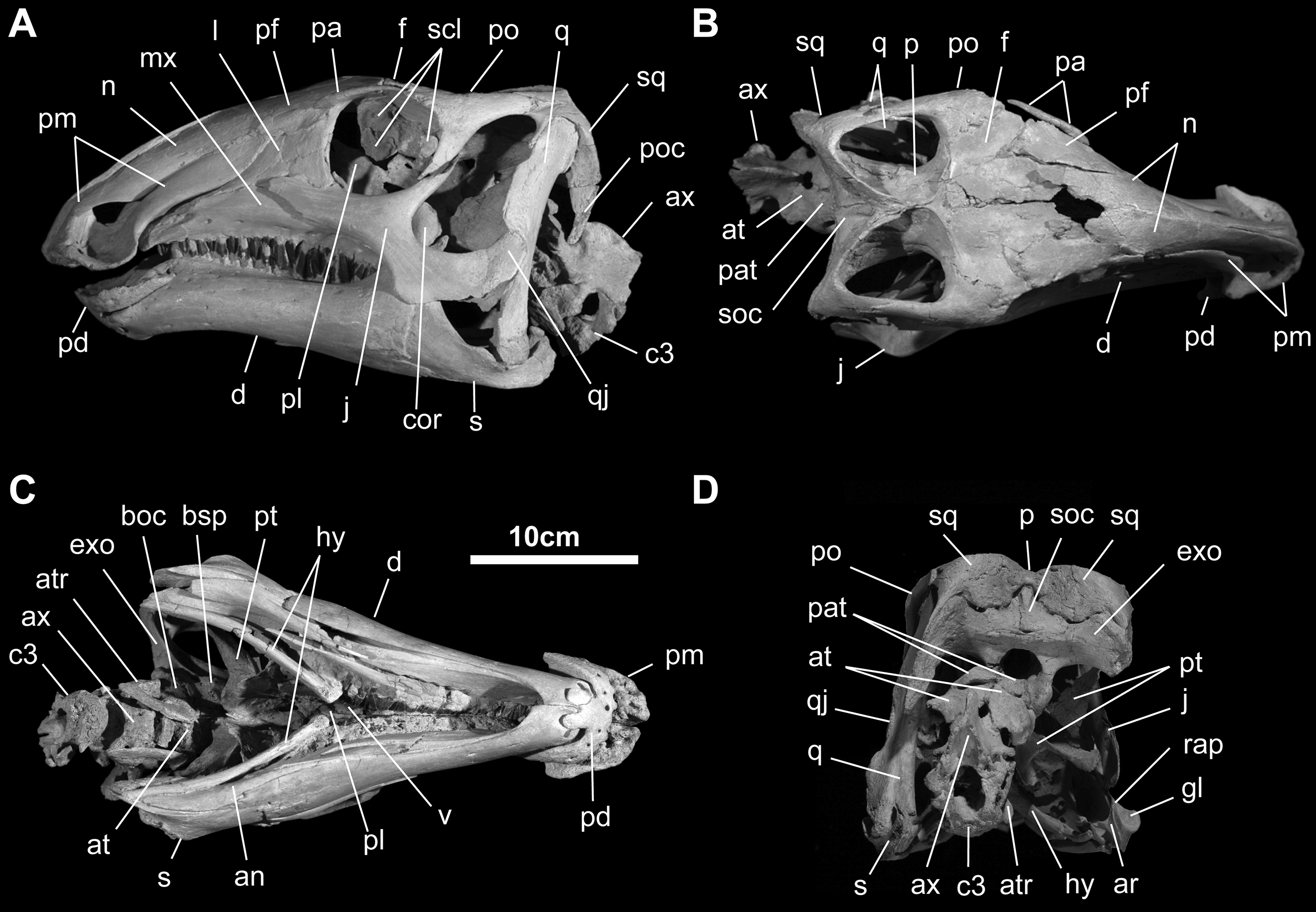
Crânio do espécime MPC-D100/763.

O Gobihadros era um membro do clado Hadrosauroidea de tamanho médio. O espécime MPC-D100/763 tinha aproximadamente 3 m no momento de sua morte, mas era um indivíduo imaturo. Outros espécimes atingiram tamanhos maiores; o MPC-D100/744 tem um fêmur de 72,8 cm de comprimento, indicando um comprimento de 5,3 m. No entanto, o espécime ZPAL MgD-III/3 atingiu 7,5 m de comprimento, conforme indicado pelo seu fêmur medindo 104 cm. Esse tamanho parece ser o comprimento máximo em indivíduos totalmente crescidos, conforme indicado pela idade avançada do ZPAL MgD-III/3, que apresenta áreas de reabsorção óssea e remodelação óssea no fêmur e na tíbia.
Os autores da descrição indicaram alguns traços distintivos. O Gobihadros difere de todos os outros hadrossauroides não hadrossaurídeos conhecidos por possuir uma borda tomial de camada dupla na pré-maxila e a presença de até três dentes por posição dentária na mandíbula inferior. Essas são características típicas dos hadrossaurídeos e concluiu-se que foram adquiridas separadamente pelos Hadrosauridae em um processo de evolução paralela. O Gobihadros difere do Bactrosaurus johnsoni, Probactrosaurus gobiensis [en], Eolambia caroljonesa, Claosaurus agilis e Tethyshadros insularis por um perfil superior ondulado do ílio e uma crista supra-acetabular projetada mais lateralmente. O Gobihadros difere do T. insularis, do Plesiohadros djadokhtaensis [en] e dos Hadrosauridae por possuir uma garra cônica em forma de espiga no primeiro dedo.

## Classificação
O Gobihadros foi colocado no clado Hadrosauroidea em 2019, em uma posição basal fora da família Hadrosauridae. Suas afinidades exatas não eram claras, pois ele foi recuperado em uma politomia com muitas outras formas semelhantes. Sua existência foi vista como uma afirmação de um padrão de invasões americanas subsequentes de hadrossauroides na Ásia.

## Paleobiologia

### Paleopatologia

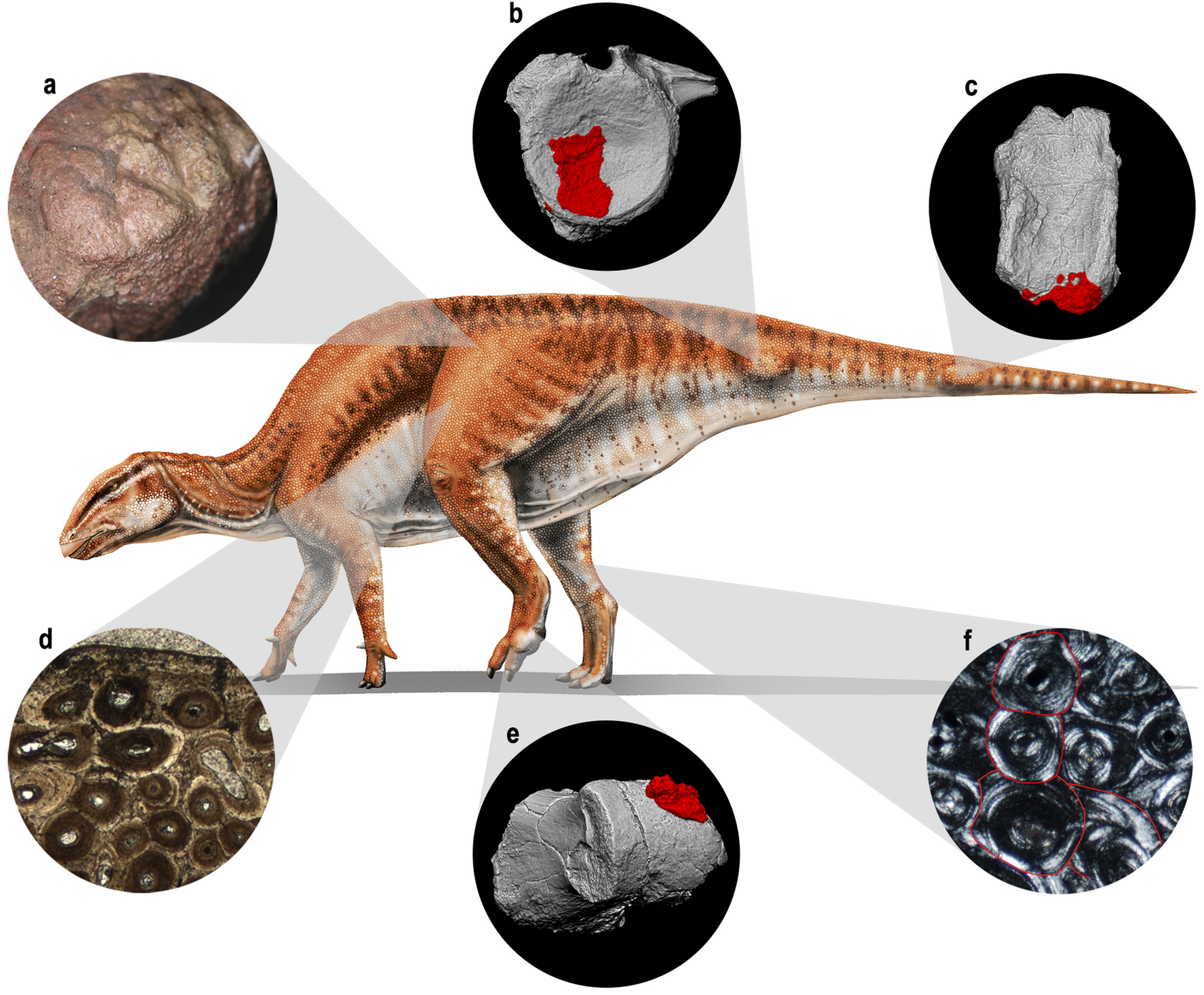
Paleoarte do ZPAL MgD-III/3, mostrando características de sua idade avançada, incluindo paleopatologias.

Em 2021, Justyna Słowiak e sua equipe examinaram um indivíduo excepcionalmente grande de Gobihadros (ZPAL MgD-III/3) por meio de tomografia computadorizada, que preservava traços de depósitos anormais de cálcio em alguns ossos. Essas paleopatologias foram interpretadas como vestígios da doença de deposição de pirofosfato de cálcio e foram encontradas nas vértebras caudais e nas falanges dos pedais. A presença dessa doença nesse indivíduo, combinada com seu grande tamanho - que pode representar o limite máximo de tamanho dos Gobihadros - indica que se tratava de um animal bastante velho e que essa doença teria sido responsável por causar restrição e dor nas áreas articulares dos ossos afetados. É provável que a doença tenha se desenvolvido no dinossauro devido à idade avançada e não a fatores externos, como trauma físico. A equipe também reforçou sua idade avançada com base na presença de linhas de parada de crescimento (LAGS) estreitamente espaçadas e sistema fundamental externo no fêmur.